# Il cargo della violenza
Il cargo della violenza (Passage Home) è un film del 1955 diretto da Roy Ward Baker.

## Trama
Il capitano Ryland, detto "Il fortunato" , ormai prossimo alla pensione, rievoca un viaggio avvenuto anni prima a bordo di una nave mercantile in rotta dal Sud America all'Inghilterra. Durante quella traversata, Ryland fu costretto a offrire un passaggio a Ruth Elton, una giovane istitutrice britannica di ritorno a casa. La presenza della donna innescò tensioni tra l'equipaggio, specialmente tra il capitano e il suo secondo ufficiale, Vosper, entrambi attratti da lei. Mentre Ryland cerca di conquistarla, Ruth sviluppa un'intesa con Vosper, che si rafforza quando lui le salva la vita durante una tempesta. Ryland, incapace di accettare il rifiuto della donna, tenta di violentarla nella sua cabina, ma Vosper interviene in suo soccorso. Nel frattempo, cresce il malcontento tra i marinai, indignati per il cibo avariato fornito dal capitano per risparmiare denaro. Un episodio in particolare accende gli animi: un carico di patate marce viene gettato in mare e Ryland offre una ricompensa per scoprire il responsabile. Quando Shorty viene sospettato, ne nasce una rissa con Vosper, interrotta da Ike, il nostromo, già debilitato dalla malattia. Dopo aver assunto la colpa per l'accaduto, Ike si aggrava e muore, venendo sepolto in mare. Colpito dal rifiuto di Ruth, Ryland affoga il suo dolore nell'alcol, arrivando ubriaco alla cerimonia funebre di Ike. Quando una nuova tempesta minaccia la nave, il capitano, nonostante lo stato alterato, riesce a mantenere il comando e a evitare il disastro. Nel caos, Shorty muore travolto da una cassa mentre salva un compagno. Nel frattempo, Ruth rischia di essere spazzata via dalle onde quando una parte della ringhiera cede, ma Vosper la soccorre e la porta in salvo, consolidando il loro legame. Anni dopo, al ricevimento per il pensionamento di Ryland, Ruth e Vosper, ormai sposati, incontrano il vecchio capitano. Quando lui la saluta chiamandola "Mrs. Vosper", Ruth trattiene a stento le lacrime, segno di sentimenti ancora irrisolti.